# Rhipidomys modicus
Rhipidomys modicus és una espècie de mamífer rosegador de la família dels cricètids. És endèmic dels Andes del centre del Perú, on viu a altituds d'entre 700 i 1.800 msnm. Es tracta probablement d'un animal nocturn i arborícola. Els seus hàbitats naturals són els boscos de baix estatge montà, les selves nebuloses i els vessants de les muntanyes. Està amenaçat per la desforestació a conseqüència de la transformació del seu medi per a usos agrícoles.